# Same kłopoty
Same kłopoty (tytuł oryg. Nothing But Trouble) – amerykański film fabularny z 1991 roku, hybryda czarnej komedii, horroru i filmu przygodowego. Debiut reżyserski aktora Dana Aykroyda. Projekt był klapą komercyjną, spotkał się także ze skrajnie złym przyjęciem wśród krytyków filmowych; dziś osnuty jest wszak statusem kultu.
Bohaterowie filmu trafiają do miejscowości rządzonej przez despotyczny klan szaleńców. Za drobne wykroczenie zostają surowo osądzeni i zniewoleni, zgodnie z miejscowym prawem. By nie zginąć z rąk niezrównoważonych porywaczy, próbują ucieczek. Dom, w którym są więzieni, jest jednak pełen pułapek.

## Obsada
- Chevy Chase − Christopher Lawrence „Chris” Thorne
- Dan Aykroyd − sędzia Alvin „J.P” Valkenheiser/Bobo
- John Candy − Dennis/Eldona
- Demi Moore − Diane Lightson
- Valri Bromfield − panna Purdah
- Bertila Damas − Renalda Squiriniszu
- Taylor Negron − Fausto Squiriniszu
- Raymond J. Barry − Mark
- Brian Doyle-Murray − Brian
- John Wesley − Sam
- Peter Aykroyd − Mike, dozorca
- Daniel Baldwin − Artie, diler #1
- James Staszkiel (w czołówce jako James Staskel) − diler #2
- Deborah Lee Johnson − dziewczyna dilera #1
- Karla Tamburrelli − dziewczyna dilera #2
- James Frank Clark − inżynier
- Shock G (cameo)
- Tupac Shakur (cameo)

## Realizacja
Film kręcono w dniach od 7 maja do 17 sierpnia 1990 roku w USA. Lokacje atelierowe obejmowały stany Kalifornia, Nowy Jork, Pensylwania i New Jersey. Budżet wynosił czterdzieści milionów dolarów.

## Wydanie filmu
Pod koniec pierwszego weekendu wyświetlania go w kinach (18 lutego 1991) film zainkasował 3 966 240 USD. Łączne zyski z promocji kinowej Samych kłopotów na terenie Stanów Zjednoczonych wyniosły 8 479 793 USD.
Obraz zebrał nieprzychylne recenzje, które przełożyły się następnie na przyznane mu antynagrody. Został odznaczony jedną Złotą Maliną i pięcioma nominacjami do tej statuetki.

## Nagrody i wyróżnienia
- 1992, Academy of Science Fiction, Fantasy & Horror Films, USA:
  - nominacja do nagrody Saturna w kategorii najlepsza charakteryzacja (nominowany: David B. Miller)
- 1992, Razzie Awards:
  - Złota Malina w kategorii najgorszy aktor drugoplanowy (Dan Aykroyd)
  - nominacja do Złotej Maliny w kategorii najgorszy film (Robert K. Weiss)
  - nominacja do Złotej Maliny w kategorii najgorsza reżyseria (Dan Aykroyd)
  - nominacja do Złotej Maliny w kategorii najgorszy scenariusz (Dan Aykroyd, Peter Aykroyd)
  - nominacja do Złotej Maliny w kategorii najgorsza aktorka (Demi Moore; także za Żonę rzeźnika)
  - nominacja do Złotej Maliny w kategorii najgorsza aktorka drugoplanowa (John Candy)